# Okręg Guebwiller
Okręg Guebwiller (fr. Arrondissement de Guebwiller) – okręg we wschodniej Francji. Populacja wynosi 76 300.

## Podział administracyjny
W skład okręgu wchodzą następujące kantony:
- Ensisheim,
- Guebwiller,
- Rouffach,
- Soultz-Haut-Rhin.